# Atletica leggera ai Giochi della III Olimpiade - Salto triplo
La gara del salto triplo dei Giochi della III Olimpiade si tenne il 1º settembre 1904 al Francis Field della Washington University di Saint Louis.

## La gara
Il salto triplo è ancora una specialità irlandese: i primi dieci uomini in attività provengono tutti dall'isola del trifoglio (la graduatoria va da 15,34 metri a 14,45 m).

La gara si svolge subito dopo il Salto in lungo. 
 
L'americano Myer Prinstein, che ha appena vinto (il Lungo è la sua specialità), approfitta della loro assenza per surclassare il mediocre lotto degli avversari.

## Risultati
| Pos.    | Atleta            | Nazione     | Età | Misura |
| ------- | ----------------- | ----------- | --- | ------ |
| Oro     | Meyer Prinstein   | Stati Uniti | 26  | 14,35  |
| Argento | Fred Engelhardt   | Stati Uniti | 25  | 13,90  |
| Bronzo  | Robert Stangland  | Stati Uniti | 23  | 13,36  |
| 4       | John Fuhler       | Stati Uniti | 24  | 12,91  |
| 5       | Gilbert Van Cleve | Stati Uniti | 25  | n/d    |
| 6       | Percy Hagerman    | Canada      | 23  | n/d    |
| 7       | Sam Jones         | Stati Uniti | 24  | n/d    |

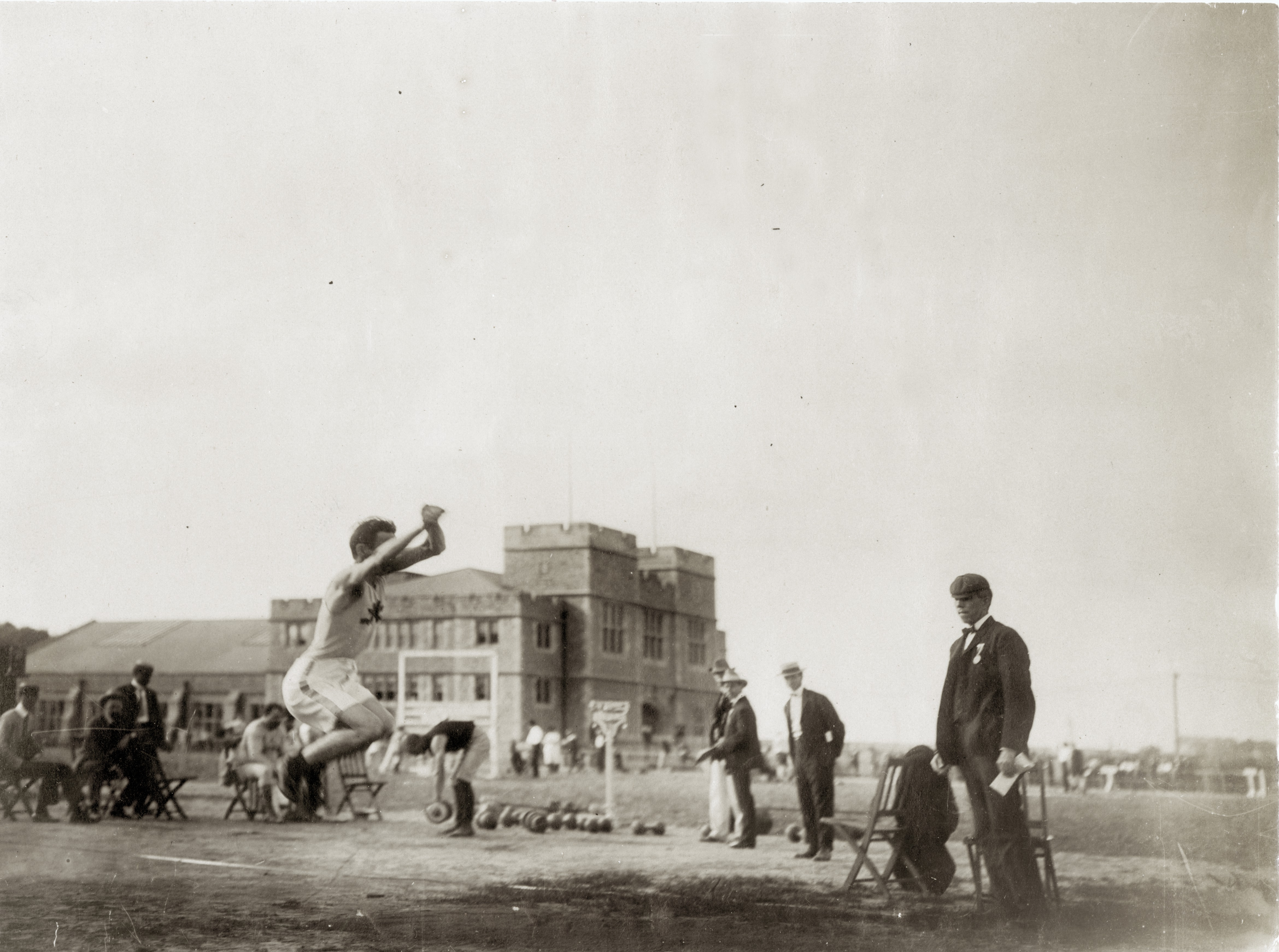
Un salto di Fred Engelhardt, il secondo classificato.

Meyer Prinstein conferma la vittoria di quattro anni prima a Parigi. Inoltre, bissando il successo nel Salto in lungo, realizza un'impresa mai più eguagliata in tutto il XX secolo: l'oro olimpico in entrambi i salti in orizzontale.